# Баха-ад-дин аль-Амили
Баха ад-Дин Мухаммад ибн ал-Хусайн ал-Амили (Баальбек, 1547 — Исфахан, 1622) — известный сефевидский математик, астроном, философ и поэт. Был шейх-ал-исламом при дворе шаха Аббаса I в Исфахане.
Ал-Амили составил трактат «Сущность арифметики», «Трактат об арифметических правилах и геометрических указаниях», трактат «Разъяснение небесных сфер», «Трактат об астролябии», «Трактат об определении киблы», «Трактат об исследовании глобуса».
Энциклопедический трактат الكشكول «Чаша дервиша» (Кашкуль) - входят рассказы, новости, научные статьи, персидские и арабские пословицы. Некоторые из этих стихов и прозы — его собственные, а некоторые — сборники его любимых диванов и книг. В книге содержатся религиозные, исторические, литературные, математические и астрономические темы. Но без какого-либо определенного порядка. 
В трактате «Разъяснение небесных сфер» ал-Амили отметил возможность вращения Земли вокруг оси. По его мнению, она не опровергнута современной ему наукой.
Ал-Амили принадлежат сборники разного рода сведений по литературе, истории, догматическому богословию, суфизму. Он написал дидактическую поэму «Молоко и сахар». Также он писал газели и рубаи на арабском и персидском языках.